# Tăng huyết áp khẩn cấp
Tăng huyết áp khẩn cấp là hiện tượng huyết áp có giá trị rất cao (huyết áp tâm thu ≥ 180 mmHg và/hoặc huyết áp tâm trương ≥ 120 mmHg) với rất ít hoặc không có triệu chứng, và không có dấu hiệu hoặc triệu chứng nào cho thấy có tổn thương cơ quan đích. Tăng huyết áp khẩn cấp trái ngược với trường hợp tăng huyết áp cấp cứu (tăng huyết áp đi kèm với bằng chứng về tổn thương cơ quan đích).

## Định nghĩa
Tăng huyết áp khẩn cấp được định nghĩa là tình trạng huyết áp có giá trị rất cao mà không có bằng chứng về tổn thương cơ quan đích. Thuật ngữ "tăng huyết áp ác tính" cũng được đưa vào danh mục này nếu bệnh nhân có bệnh võng mạc do tăng huyết áp độ III/IV. Tuy nhiên, năm 2018, hội Tim mạch Châu Âu và hội Tăng huyết áp Châu Âu đã ban hành một hướng dẫn mới, đưa "tăng huyết áp ác tính" vào danh mục "tăng huyết áp cấp cứu", trong đó nhấn mạnh kết cục xấu nếu tình trạng tăng huyết áp cấp cứu này không được điều trị nhanh chóng.

## Điều trị
Trong trường hợp tăng huyết áp khẩn cấp, nên hạ huyết áp từ từ xuống ≤160/≤100 mmHg trong khoảng thời gian từ vài giờ đến vài ngày, có thể được thực hiện với tư cách là bệnh nhân ngoại trú. Ít bằng chứng về tốc độ giảm huyết áp thích hợp nhất, tuy nhiên khuyến cáo rằng huyết áp động mạch trung bình nên giảm không quá 25 đến 30%trong vài giờ đầu tiên. Các loại thuốc được khuyến nghị cho các trường hợp khẩn cấp do tăng huyết áp bao gồm: captopril, labetalol, amlodipine, felodipine, isradipine và prazosin. Nifedipine ngậm dưới lưỡi không được khuyến cáo trong các trường hợp tăng huyết áp khẩn cấp. Nguyên nhân là do nifedipine có thể làm giảm huyết áp nhanh chóng, có thể thúc đẩy các biến cố nhồi máu não hoặc tim. Cũng thiếu bằng chứng về lợi ích của nifedipine trong việc kiểm soát tăng huyết áp. Sau khi dùng thuốc, cần theo dõi vài giờ để đảm bảo huyết áp không giảm quá nhiều. Dùng liều mạnh với thuốc tiêm tĩnh mạch hoặc thuốc uống làm giảm huyết áp quá nhanh, gây ra nhiều nguy cơ thiếu máu não. Ngược lại, không có bất cứ bằng chứng cho thấy việc không thể hạ huyết áp một cách nhanh chóng trong trường hợp bệnh nhân có tăng huyết áp khẩn cấp có mối tương quan đến sự gia tăng của bất kỳ nguy cơ ngắn hạn nào.

## Dịch tễ học
Không có nhiều thông tin về dịch tễ học của các trường hợp tăng huyết áp khẩn cấp. Phân tích hồi cứu dữ liệu từ 1.290.804 người trưởng thành nhập viện cấp cứu tại Hoa Kỳ từ năm 2005 đến 2007 cho thấy tăng huyết áp mức độ nặng với huyết áp tâm thu ≥180 mmHg xảy ra ở 13,8% bệnh nhân. Dựa trên một nghiên cứu khác tại một bệnh viện của Hoa Kỳ, khoảng 60% các cơn tăng huyết áp là do tăng huyết áp khẩn cấp.
Các yếu tố nguy cơ gây tăng huyết áp mức độ nặng bao gồm tuổi già, giới tính nữ, béo phì, bệnh động mạch vành, rối loạn dạng cơ thể (các bệnh được kê đơn nhiều loại thuốc hạ huyết áp) và việc bệnh nhân không tuân thủ điều trị thuốc.